# Jasmine Chen
Jasmine Chen (chinesisch 陳少曼; * 15. Juni 1989 in Taipeh), vollständiger Name Jasmine Chen Shao-man, ist eine taiwanische Springreiterin. 
Ihr Trainer ist der deutsche Springreiter und Unternehmer Paul Schockemöhle, der auch ihre Zwillingsschwester Joy, die ebenfalls Springreiterin ist, trainiert. Beide reiten in den Sommermonaten Turniere in Europa, in den Wintermonaten studieren sie in den Vereinigten Staaten. Während dieser Zeit verbleiben ihre Pferde im Beritt im Stall Schockemöhle und werden unter anderem von Bastian Freese im Sport vorgestellt.
Ihren größten Erfolg erlangte sie 2006, als sie bei den Asian Games mit Comodoro den 3. Platz in der Einzel- und den 7. Platz in der Mannschaftswertung erzielte.

## Weitere Erfolge
- 2010: 5. Platz im Großen Preis bei einem CSI 3* der Sunshine Tour in Vejer de la Frontera  mit Quin Chin
- 2007: 4. Platz im Großen Preis von Balve (CSI 3*) mit Quin Chin
- 2007: 5. Platz im Großen Preis von Redefin (CSI 3*) mit Quin Chin
- 2007: 4. Platz im Großen Preis bei einem CSI 3* der Sunshine Tour in Vejer de la Frontera mit Callington, dort im Großen Preis eines weiteren CSI 3* den 6. Platz mit Comodoro
- 2005: 1. Platz mit der taiwanischen Mannschaft im Nationenpreis von Taipeh (CSIO 1*) mit Gustav[3]

## Pferde
Besitzer mehrerer von ihr gerittener Pferde ist Pierre T. M. Chen, Mitgründer und Geschäftsführer des taiwanischen Elektronikkonzerns Yageo.
- Quin Chin (* 1998, ursprünglicher Name: Quinto), brauner Holsteiner Wallach, Vater: Quantum, Muttervater: Campione, bis 2006 von Manuel Fernandez Saro geritten, ab 2012 von Juan Carlos Franco geritten[4][5]
- Callington (* 1997), brauner Württemberger Wallach, Vater: Cool Man, Muttervater: Top of Class, bis 2006 von Hauke Luther geritten[6][7]
- Comodoro (* 1995), brauner Oldenburger Wallach, Vater: Concorde, Muttervater: Rasso, zuletzt 2008 im internationalen Sport vorgestellt[8][9]